# Kitara FC
El Kitara FC es un equipo de fútbol de Uganda que juega en la Liga Premier de Uganda, la primera división nacional.

## Historia
Fue fundado en el año 2010 en el distrito de Hoima y su nombre está inspirado en Kabalega, rey que gobernó Uganda de 1870 a 1899.
En la temporada 2023/24 el club ganó su primer título importante al salir campeón de la Copa de Uganda luego de vencer en la final 1-0 al NEC, justo un año después de lograr el ascenso a la Liga Premier de Uganda.
Debutó a nivel internacional en la Copa Confederación de la CAF 2024-25 donde fue eliminado en la primera ronda por el Al-Hilal Benghazi de Libia.

## Palmarés
- Copa de Uganda: 1

2023/24
- Superliga de Uganda: 1

2022/23

## Participación en competiciones de la CAF
| Temporada | Torneo                       | Ronda         | Club              | Casa | Visita | Global |
| --------- | ---------------------------- | ------------- | ----------------- | ---- | ------ | ------ |
| 2024/25   | Copa Confederación de la CAF | Primera ronda | Al-Hilal Benghazi | 2-3  | 2-3    | 4-6    |